# 桝形浩人
桝形 浩人（ますがた ひろと、1967年2月1日 - ）は、愛媛県を中心に活動する俳優、演出家、脚本家。兵庫県神戸市垂水区出身。
劇団P.Sみそ汁定食主宰のほか、松山大学非常勤講師や愛媛コミュニケーションビジネス専門学校、まつやま俳優研修所の講師も務める。

## 経歴
神戸の劇団ヴァダーの立ち上げメンバーとして活躍。あらい笑劇場など、客演として多数の舞台に出演した。1995年、神戸で阪神・淡路大震災のため被災。2001年に正岡子規100年祭記念演劇「深き森、赤き鳥居のその下で」への出演をきっかけに、拠点を松山市に移動。松山でも劇団P.Sみそ汁定食を立ち上げるなどの演劇活動を行っている。主演のラジオドラマやドキュメンタリー番組で最優秀にも輝いた（日本放送文化大賞・日本民間放送連盟賞）南海放送制作テレビドラマ「記憶の葉っぱ」（民間放送連盟賞 優秀）で主演。
小学生を対象とした演劇×冒険「こども冒険学校」では、高齢化が進む地域と体験の機会が減った子供たちを演劇で結ぶプロジェクトを継続中18年目。カヌー、バイクなど乗り物好き。大型、けん引、大型2輪の免許を持つ。冒険、動物好き。
劇団P.Sみそ汁定食上演作品のほぼ全作を演出。松山市民演劇演出。文化庁/日本演出者協会 主催 若手演出家コンクール2021優秀賞
＠脚本
せんだい短編戯曲賞2020最終候補
「OR」「あのね、ラムネ岩のね」「巡る、母桜」など戯曲作多数
NHK FMシアター「おじいのヒジのヒジホタル」（全国放送）
海外向け今治情報発信ドラマ「SHIMANAMI-KAIDOとKAIZOKU」
＠俳優
舞台/劇団P．Sみそ汁定食公演全作品　他
映画/「身近き、短き、家族かな」主演
「ディストラクション・ベイビーズ」出演　他
テレビドラマ/「記憶の葉っぱ」主演（RNB制作　日本民間放送連盟賞全国ドラマ部門優秀）
「赤シャツの逆襲」「民話DEドラマ」出演　他
ラジオドラマ/「風の男　BUZAEMON」主演　他
（RNB制作日本民間放送連盟賞ラジオエンターテインメント部門全国最優秀）
現在は、2004年に設立した自身の会社「まつやまアーツマネジメント」を拠点にしている。演劇制作のみならず、NHK文化講座講師、テレビ・ラジオのナレーション、番組企画制作、大学での演劇講座など多方面で才能を発揮している。2011年より愛媛FCのスタジアムDJを勤めている。

## 現在の出演番組

### テレビ
- まっすんの陽あたり良好（テレビ愛媛）
- まっすんの熱くならずにいられない！（テレビ愛媛）

### ラジオ
- SEI×YES　（南海放送　毎週木曜　19時～21時）
- 本気（まじ）?ラジ!（南海放送） ※月曜パーソナリティ
- 東京アカデミー　君の夢をバックアップ（南海放送）
- じんじん地獄時間（南海放送）

## 過去の出演番組

### テレビ
- 民話DEドラマ（南海放送　毎週水曜20時54分～）
- 新鮮!まる生愛媛（テレビ愛媛） ※木曜「いただきまっすん〜旨いもん編〜」担当
- 夕刊ガッツ!!（テレビ愛媛）
- 県政なんでも情報局（テレビ愛媛）
- ドキュメントしこく「トクエさんの豆腐」語り（NHK松山）

### ラジオ
- 王様の耳?ロバの耳!（南海放送）
- きよとマッスンのすんまへん80（FMラヂオバリバリ）